# Cédric Horjak
Cédric Horjak (* 24. Februar 1979 in Saint-Étienne) ist ein ehemaliger französischer Fußballspieler.

## Karriere
Horjak begann seine Karriere in seiner Geburtsstadt bei der AS Saint-Étienne. Dort wurde er in der zweiten Liga jedoch nur sporadisch eingesetzt, woraufhin er 1999 trotz des Aufstiegs der Mannschaft in die erste Liga zum Schweizer Erstligisten FC Lausanne-Sport wechselte. Nachdem er von 2002 bis 2003 ein Jahr für den AC Arles gespielt hatte, unterschrieb er 2003 bei Olympique Nîmes in der dritten Liga. 2008 stieg er mit Nîmes in die zweite Liga auf. Horjak beendete 2010 seine Karriere.